# CEA Clube
El CEA Clube fue un equipo de fútbol de Brasil que jugó en el Campeonato Amapaense, la primera división del Estado de Amapá.

## Historia
Fue fundado el 1 de junio de 1958 en el municipio de Macapá por un grupo de empleados que estaban construyendo la Planta Hidroeléctrica Coaracy Nunes, teniendo el uniforme, colores y escudo inspirados en la Compañía de Electricidad de Amapá.
Fue uno de los equipos más constantes del Campeonato Amapaense donde fue campeón estatal en 1963.
El club desaparece en 1965 debido a que la Compañía de Electricidad de Amapá decidiera cerrarlo para ahorar en gastos operativos.

## Palmarés
- Campeonato Amapaense: 1

1963